# Beeck (Wegberg)

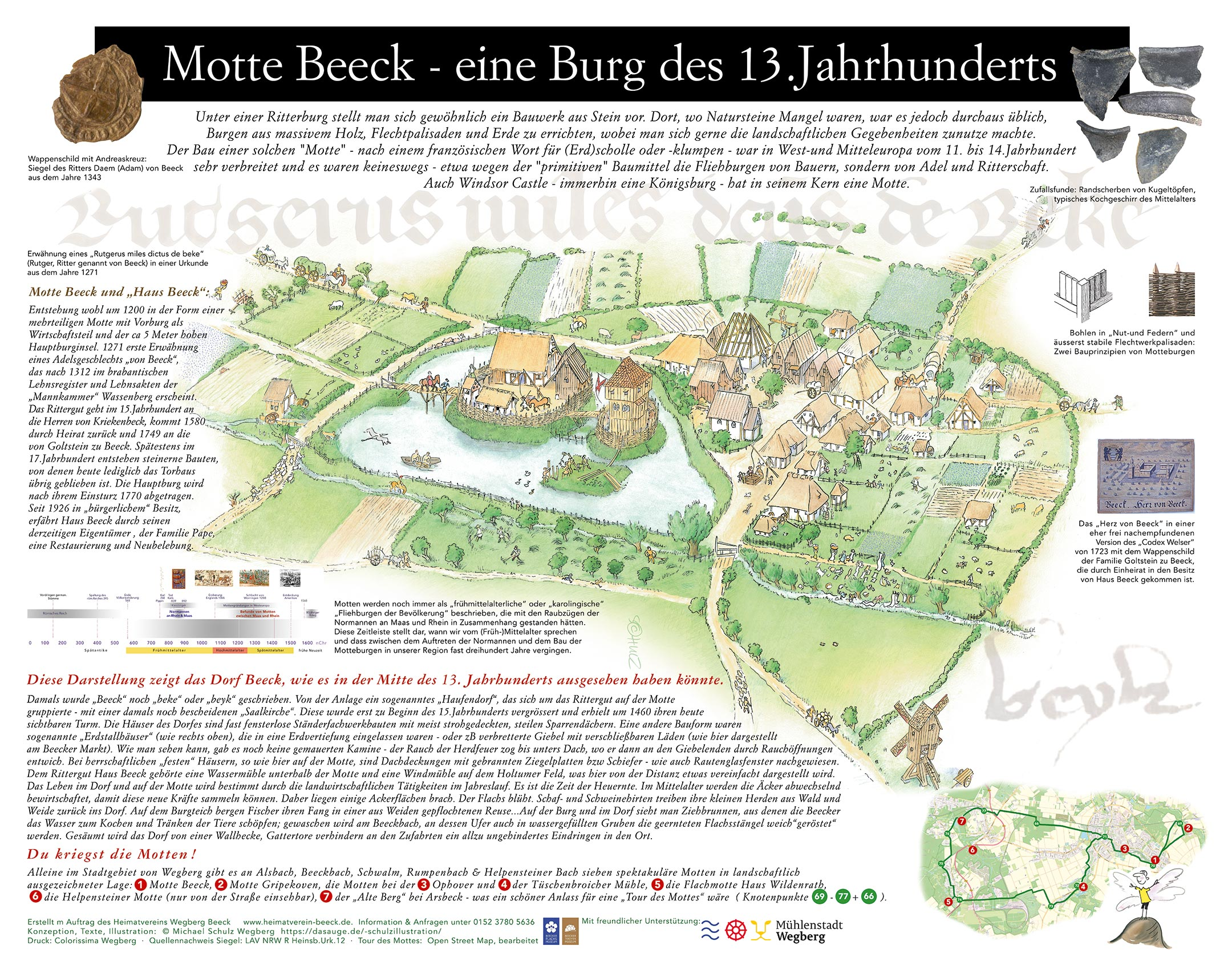
Schautafel an der Motte

Beeck ist ein Ortsteil der Mittelstadt Wegberg im Kreis Heinsberg im Bundesland Nordrhein-Westfalen.

## Geografie

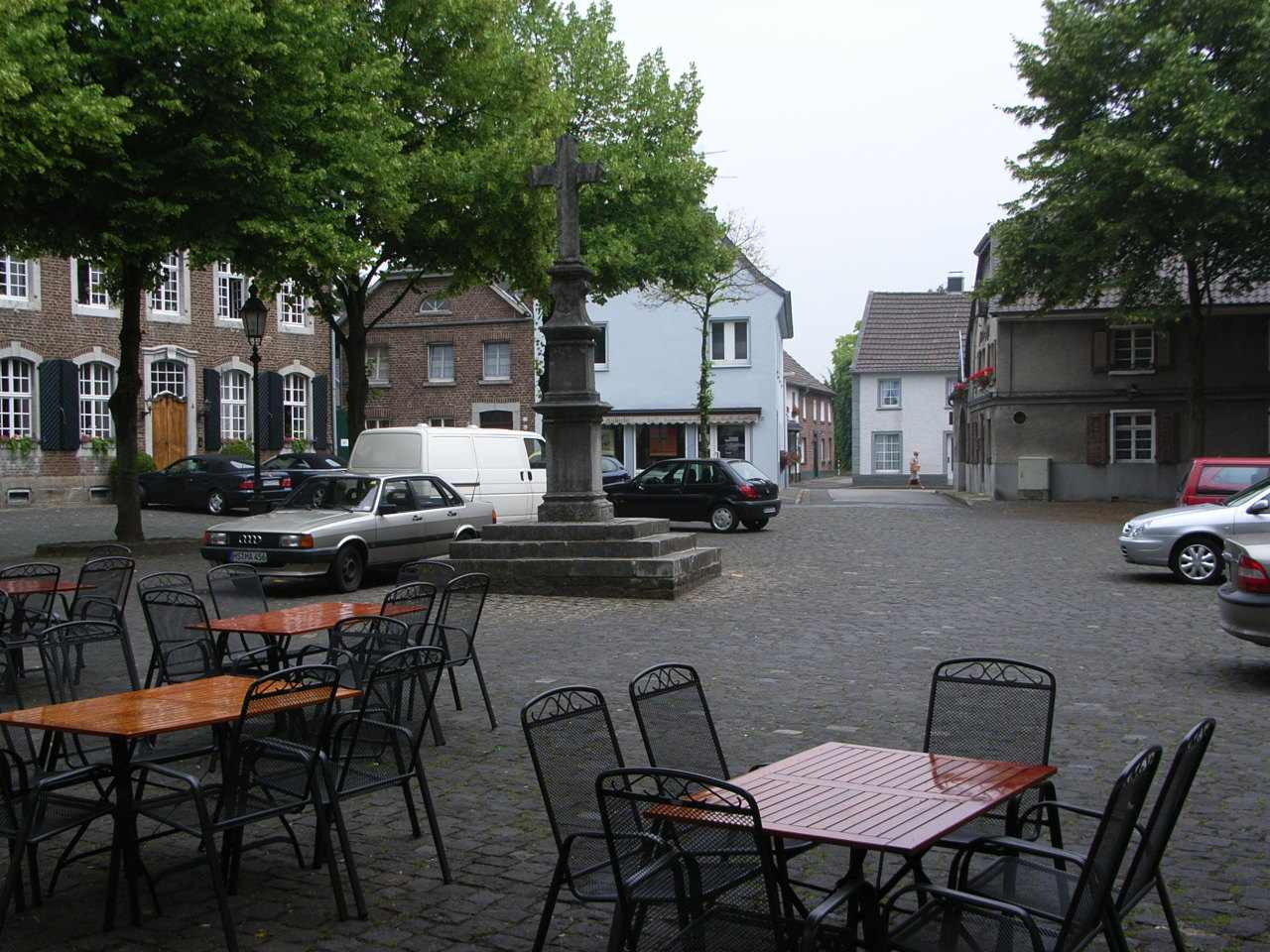
Kirchplatz in Beeck

### Lage
Beeck liegt östlich von Wegberg, ebenfalls zum größten Teil innerhalb des Grenzlandrings. Nördlich des Grenzlandrings erstreckt sich ein ausgedehntes Waldgebiet.

### Gewässer
Der Beeckbach fließt von Moorshoven kommend südlich an der Ortschaft vorbei und mündet in Wegberg in die Schwalm.

### Nachbarorte
| Beeckerheide | Holtmühle                                   | Ellinghoven |
| Wegberg      | Kompassrose, die auf Nachbargemeinden zeigt | Kipshoven   |
| Uevekoven    | Holtum                                      | Moorshoven  |

## Geschichte

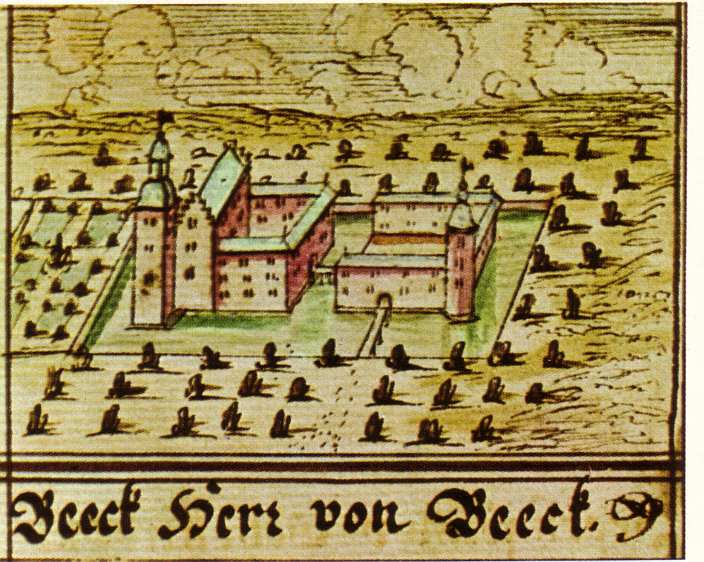
Haus Beeck um 1720

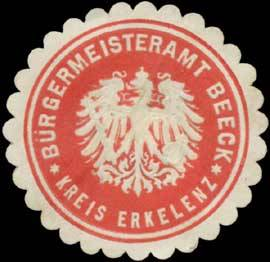
Siegelmarke Bürgermeisteramt Beeck 1850–1945

Im Raum um Beeck siedelten bereits seit der jüngeren Steinzeit Menschen, dies ist durch urgeschichtliche Einzelfunde nachgewiesen. Die Ursprünge der geschlossenen Ortschaft Beeck sollen auf eine „Königshof“ zurückgehen, womit meist eine herrscherliche Reisestation gemeint ist. Dies ist allerdings nicht nachgewiesen. Ein ritterlicher Sitz, der sich im ausgehenden Hochmittelalter nahe der Ortsmitte mit einer zweiteiligen Motte etablierte, wurde 1279 urkundlich erwähnt. Der Mottehügel, teilweise in den 1930er Jahren abgegraben, ist nahe dem Kirchturm von St. Vincentius einsehbar. Von dem Nachfolgerbau „Haus Beeck“ aus der Barockzeit, stets in Privathand, existiert noch der Torflügel der Vorburg.
Beeck hatte im Laufe seiner Geschichte verschiedene Herren, noch heute erinnert die Straße Spanische Kall an die jahrhundertelange Grenze zwischen Geldern und Jülich. Als Lehen ging es zunächst um 1020 zur Herrschaft Wassenberg, später an den Herzog von Limburg, 1288 an den Hof zu Brabant. 1472 wechselte Beeck durch Heirat zu Jülich. Aus dieser Zeit der Jülicher Herrschaft trägt die Gemeinde Beeck ihr Wappen, das im oberen Teil den nach links gewandten Oberkörper eines schwarzen Löwen auf goldenen Grund hat. Um die Wende zum 19. Jahrhundert stand es unter französischer Herrschaft und fiel nach dem Wiener Kongress im Frühjahr 1815 an Preußen. Die preußische Verwaltung richtete 1816 die Bürgermeisterei Beeck ein, die dem Landkreis Erkelenz zugewiesen wurde. Auffällig und für Beeck ortsbildprägend sind, aus dieser Zeit einige Bauten im klassizistischen Stil.

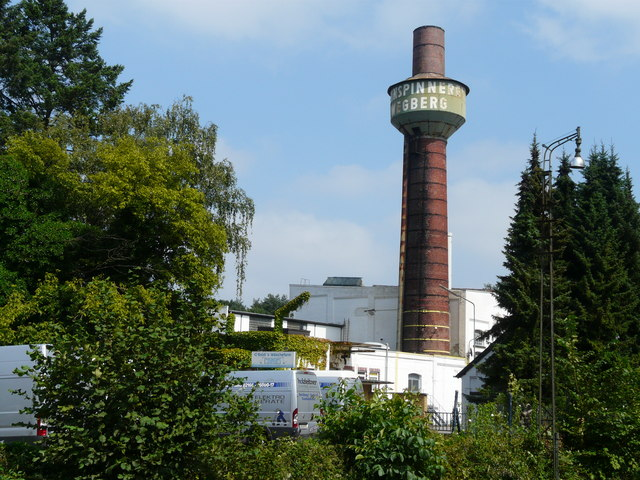
Die ehemalige Feinspinnerei Wegberg 2009

1912 wurde durch Ferdinand Bernard Bartmann die Feinspinnerei Wegberg gegründet, die bis zu 500 Mitarbeiter beschäftigte und bis 1993 bestand. Am 1. Oktober 1935 wurde die verwaltungsrechtliche Selbstständigkeit der Zivilgemeinde aufgehoben und Beeck ein Bestandteil der Gemeinde Wegberg. Heute ist Beeck ein Stadtteil Wegbergs.

## Religion

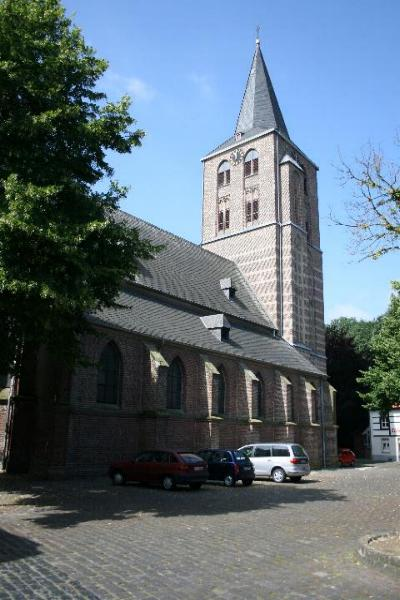
Kath. Kirche in Beeck

Die katholische Kirche im Ortskern ist St. Vincentius geweiht und wurde 1401 erbaut. Ein Erweiterungsbau mit dem neuen Hauptschiff und Chorraum wurde 1966 an Stelle der alten Schule fertiggestellt. Mit der Neugliederung der Kirchengemeinden im Bistum Aachen wurde die Pfarrgemeinde zum 31. Dezember 2012 aufgelöst und am 1. Januar 2013 als Filialgemeinde der neuen Kirchengemeinde St. Martin Wegberg eingegliedert.

## Infrastruktur
Es existieren landwirtschaftliche Betriebe teilweise mit Pferdehaltung, eine Gärtnerei, ein Bauunternehmer, Installations- und Elektrobetriebe, Gaststätten mit Gastronomie, Pizzeria und Imbiss, Frisiersalone, eine Metzgerei eine Bäckerei sowie mehrere Gewerbe- und Kleingewerbebetriebe. Eine Arzt-, Augenarzt- und ein Zahnarztpraxis ist vorhanden.
Die AVV-Buslinien 411 und 412 der WestVerkehr sowie die Linie 017 der NEW verbinden Beeck mit Wegberg, Erkelenz und Mönchengladbach, wobei die auf den Schülerverkehr ausgerichtete Verstärkerlinie 411 ausschließlich die Haltestelle Beeck Grundschule bedient. Abends und am Wochenende kann außerdem der MultiBus angefordert werden.
| Linie | Betreiber | Verlauf |
| ----- | --------- | --- |
| 411   | west      | morgens: Kehrbusch → Isengraben → Flassenberg → Rath-Anhoven Schule → Schönhausen → Felderhof → Bissen bei Beeck → Moorshoven → Holtum → Uevekoven → Wegberg → Beeck Grundschule morgens: Bissen → Busch → Holtmühle → Kipshoven → Gripekoven – Ellinghoven → Beeck Grundschule → Wegberg mittags/nachmittags: Wegberg → Beeck Grundschule → Holtum → Uevekoven → (Bissen →) Busch → Holtmühle → Kipshoven → Gripekoven → Ellinghoven → Moorshoven → Bissen bei Beeck → Felderhof → Schönhausen → Rath-Anhoven Schule → Isengraben → Flassenberg → Kehrbusch |
| 412   | west      | Erkelenz Bf – Erkelenz Gymnasium / Erkelenz Burg – Borschemich (neu) – Kuckum (neu) – Keyenberg (neu) – Rath-Anhoven – Mehlbusch – Kipshoven – Moorshoven – Beeck – Beeckerheide – Gerichhausen – Wegberg Bf – Wegberg Busbf |
| 017   | NEW       | Lürrip – Mönchengladbach Hbf – Geroplatz – Holt – Nordpark – Dorthausen – Rheindahlen (– Kipshoven – Moorshoven – Beeck – Beeckerheide – Gerichhausen – Wegberg Busbf) (AVV-Tarif gilt nur im Kreis Heinsberg) |

Die Gemeinschaftsgrundschule mit Turnhalle hat im südlichen Bereich von Beeck ihren Standort. Nicht weit von der Schule entfernt ist auch der Kath. Kindergarten angesiedelt. Insgesamt 3 Kinderspielplätze stehen den Kindern zur Verfügung.

## Museen

### Flachsmuseum

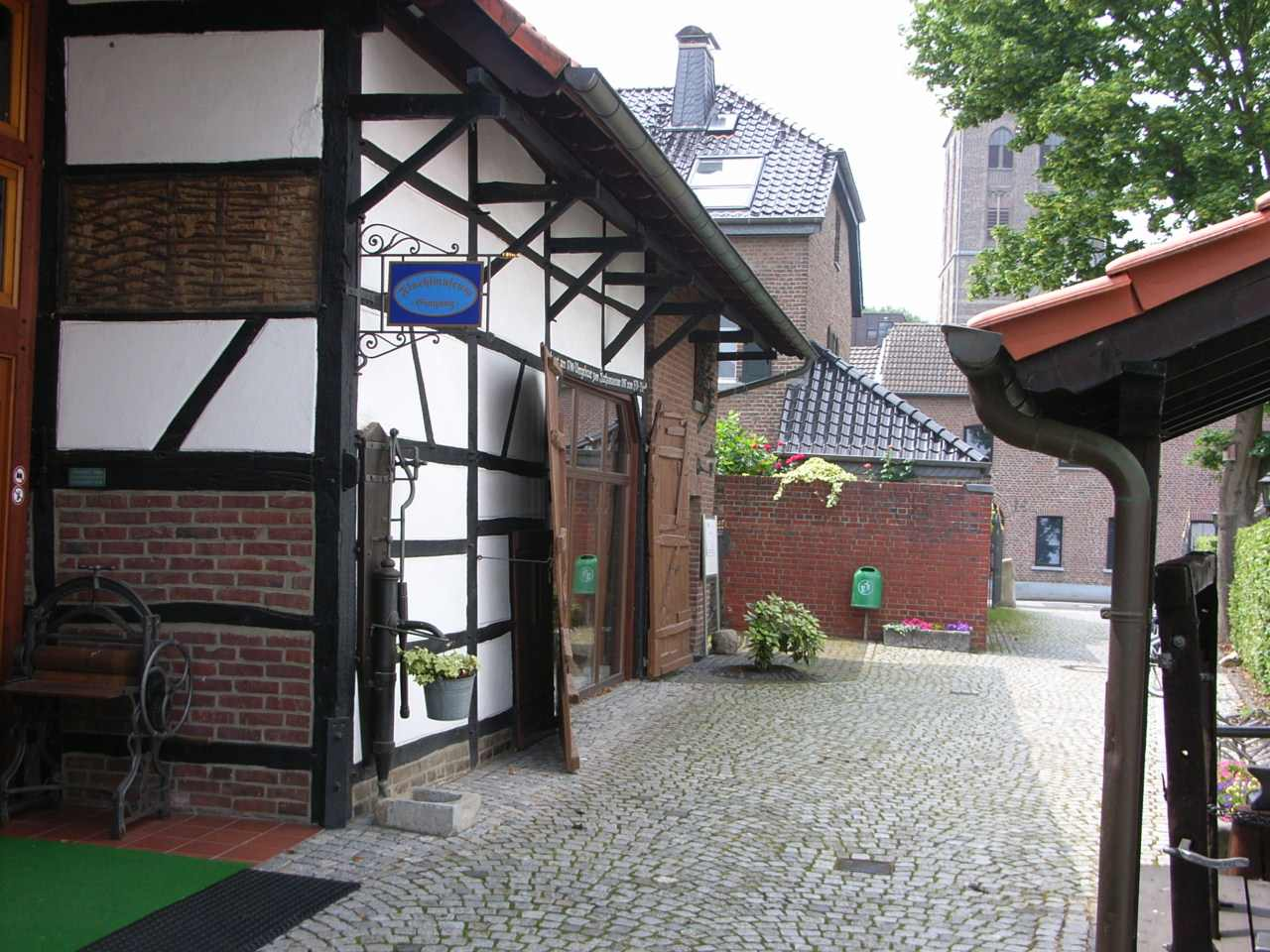
Flachsmuseum

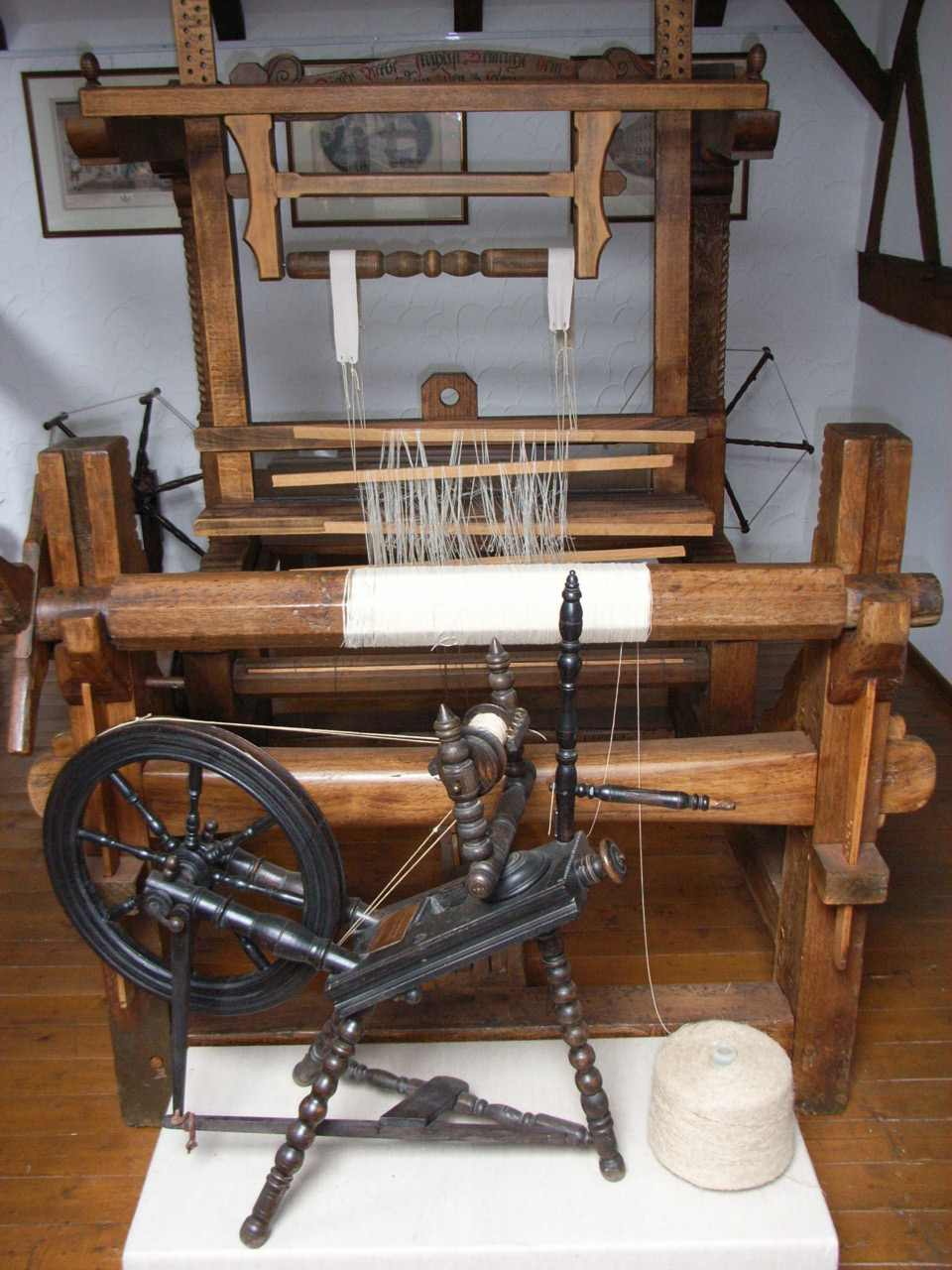
Spinnrad und Webstuhl im Flachsmuseum

Das Beecker Flachsmuseum besteht seit 1982 und veranschaulicht die Flachsverarbeitung, die in der Vergangenheit eine große Bedeutung sowohl für die bäuerliche Wirtschaft, wie auch die Textilindustrie der Region hatte.

### Trachtenmuseum
An der Kirche befindet sich das Museum für Europäische Volkstrachten. Beide Museen befinden sich in der Trägerschaft des Heimatvereins Wegberg-Beeck.

## Sehenswürdigkeiten

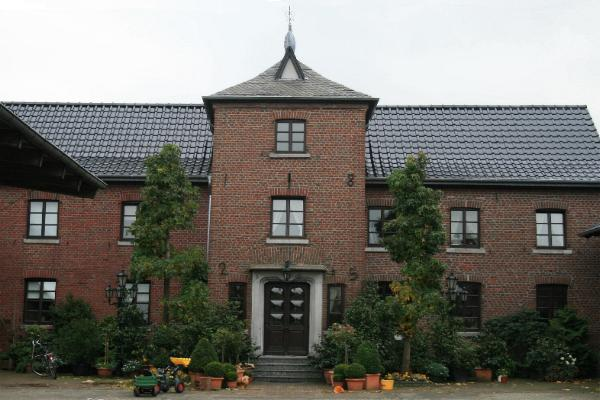
Hofanlage in Beeck

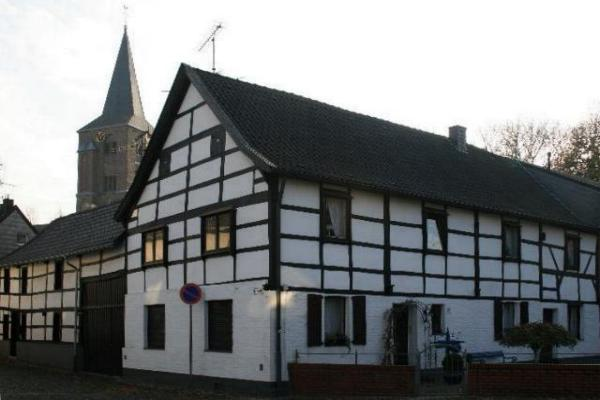
Fachwerkhaus in Beeck

- Kath. Kirche Beeck, Kirchplatz 9 als Denkmal Nr. 9
- Dorfkreuz, Auf dem Kirchplatz als Denkmal Nr. 10
- Hofanlage, An Haus Beeck 1 als Denkmal Nr. 11
- Hofanlage, Holtumer Straße 31 als Denkmal Nr. 12
- Wohnhaus, Kirchplatz 27 als Denkmal Nr. 13
- Wohnhaus, Kirchplatz 10 als Denkmal Nr. 14
- Wohnhaus, Kirchplatz 6 als Denkmal Nr. 15
- Wohnhaus, Kirchplatz 4 als Denkmal Nr. 16
- Wohnhaus, Kirchplatz 1 als Denkmal Nr. 17
- Trachtenmuseum, Kirchplatz 7 als Denkmal Nr. 18
- Wohnhaus, Kirchplatz 13 als Denkmal Nr. 19
- Wohnhaus, Prämienstraße 69 als Denkmal Nr. 20
- Wohnhaus, Prämienstraße 68 als Denkmal Nr. 21
- Wohnhaus, Prämienstraße 78 als Denkmal Nr. 22
- Wohnhaus, Prämienstraße 66 als Denkmal Nr. 23
- Flachsmuseum, Holtumer Straße 19 als Denkmal Nr. 153
- Wohnhaus-Kaplanei, Holtumer Straße 21 als Denkmal Nr. 157
- Wohnhaus, Holtumer Straße 12 als Denkmal Nr. 160
- Wohnhaus, Holtumer Straße 1 als Denkmal Nr. 164
- Ehemalige Bürgermeisterei, Holtumer Straße 10 als Denkmal Nr. 169
- Kirchplatz mit historischer Bebauung

## Vereine
- Dorfgemeinschaft Beeck
- Heimatverein Wegberg-Beeck
- Jugendgruppe Deutsche Pfadfinderschaft St. Georg Stamm Beeck
- Kirchenchor „St. Vinzentius“ Beeck
- Frauenchor „Donna musica“
- Frauengemeinschaft Beeck
- Kulturförderkreis Opus 512 e. V.
- St. Sebastianus Schützenbruderschaft Beeck e. V.
- FC Wegberg-Beeck
- Turn- und Spielverein Beeck 1971
- Hundesportverein Beeck 1971
- Freiwillige Feuerwehr Wegberg, Löschgruppe Moorshoven zuständig auch für die Ortschaft Beeck
- Schießsportfreunde Wegberg von 1997 e. V. Beeck

## Regelmäßige Veranstaltungen
- Jährlich findet das historische Schützenfest der St. Sebastianus Bruderschaft zu Pfingsten statt. Das Schützenfest beginnt am Samstag mit dem Familienball und endet am Montag mit dem traditionellen Klompenball (Holzschuhball). Am Sonntag und Montag findet auf dem historischen Kirchplatz eine Parade der Bruderschaften statt.
- Pfarrfest der Pfarre Beeck und Wegberg im jährlichen Wechsel am Fronleichnamstag
- Bis zum Jahre 2013 war Beeck am letzten Septemberwochenende Schauplatz eines großen jährlichen Flachs- und Handwerkermarktes
- Seit 2018 gibt es einmal im Jahr einen Flachstag mit wechselndem Programm